# 張瑋 (宣統進士)
張瑋（1882年—1968年3月），字效彬，號敔園，河南省固始縣人，英國劍橋大學畢業 ，法政科進士。其父張世恩是光緒二年丙子恩科的進士。

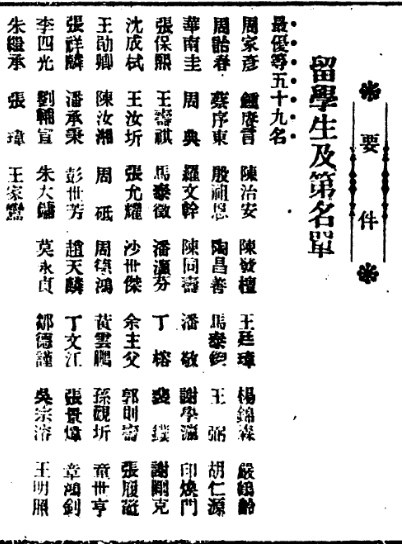

## 生平[1]
- 光緒二十八年(1902年)中秀才，後畢業於京師大學堂譯學館。
- 光緒三十年(1904年)留學英國劍橋大學．獲經濟學學士學位。
- 宣統三年初回國，任教京師法政學堂。
- 宣統三年（1911年）九月，經學部驗看考試，得82分[2]，列最優等，賞給法政科進士。[3]
- 辛亥革命後，改任國立北京法政專門學校經濟學教授。。
- 民國元年6月17日，外交部原廳司辦事員留部辦事[4]。
- 民國元年8月16日，任外交部僉事[5]。
- 民國2年12月31日，派外交部科長[6]。
- 民國4年8月2日，授外交部中大夫[7]。
- 民國5年6月10日，派外交官領事官考試襄校官[8]。
- 民國6年3月29日，署理外交部通商司科長[9]。
- 民國7年7月2日，暫行署理外交部通商司科長[10]。
- 民國7年11月27日，調充外交部總務廳統計科科長[11]。
- 民國8年9月25日，派外交官領事官考試甄錄委員會委員[12]。
- 民國9年4月24日，存記升用簡任職[13]。
- 民國9年10月3日，派文官普通考試襄校官[14][15]。。
- 民國10年8月23日，兼充外交部太平洋會議籌備處處員[16]。
- 民國11年3月22日，任簡任職存記[17]。
- 民國13年1月17日，派駐赤塔總領事[18]。
- 民國13年8月4日，署理駐赤塔總領事[19]。
- 民國14年9月4日，署理駐伊爾庫次克總領事[20]。
- 民國16年3月11日，回外交部[21]。
- 1927年3月返國，任國民政府外交部顧問。後被聘為國立北京大學經濟學講師、清華大學經濟系講師。
- 1937年7月抗日戰爭爆發，辭去職務，閉門為學，致力於文物收藏，曾籌備建立私立志仁歷史文物館，與其父張世恩收購大批文物。
- 建政後居北京，賦閒在家。
- 「文革」初慘遭迫害，1968年3月逝於狱中。